# 타이거는 살아있다
타이거는 살아있다(Tiger Zinda Hai, Tiger is Alive)는 인도에서 제작된 알리 아바스 자파 감독의 2017년 액션, 모험, 스릴러 영화이다. 살만 칸 등이 주연으로 출연하였다.

## 출연

### 주연
- 살만 칸
- 카트리나 카이프

### 조연
- 파레시 로월
- 에르달 베식시오그루
- 수딥
- 프라딥 싱 라워
- 쿠무드 미쉬라
- 기리시 카나드